# I Shot JFK
I Shot JFK, ook wel I Shot JFK: The Shocking Truth, is een documentaire over de moord op president John F. Kennedy in 1963. De documentaire werd geregisseerd door Robert Kiviat en geproduceerd door de Nederlandse oud-zakenman en onderzoeksjournalist Wim Dankbaar.

## Achtergrond
Dankbaar interviewde voor de documentaire James Files, die zichzelf een huurmoordenaar voor de maffia noemt. Het interview werd in de staatsgevangenis vastgelegd op 19 november 2003. De documentaire laat in chronologische volgorde zien hoe de moord op Kennedy volgens Files beraamd en gepleegd zou zijn. Er wordt ook duidelijk gemaakt wie er volgens Files achter de moord zouden zitten. 
In mei 2006 besteedde Peter R. de Vries in een extra lange uitzending van Peter R. de Vries, misdaadverslaggever aandacht aan de theorieën, die Dankbaar in zijn documentaire opwerpt. Dankbaar werd in deze uitzending geïnterviewd en er waren delen van de documentaire te zien.
De documentaire werd in 2006 uitgegeven op dvd en verscheen tevens in boekvorm. Dankbaar maakte samen met Jim Marrs, op wiens boek de film JFK deels gebaseerd is, een website over zowel de moord en de documentaire.

## Inhoud
In I shot JFK wordt maffia-hitman James Files geïnterviewd. Files vertelt hoe de moord begaan zou zijn en wie hem gepland had. Volgens Files stond Charles Nicoletti achter de president om hem vanuit een gebouw neer te schieten en hijzelf aan de voorzijde achter een houten hekje. Files verklaart in het interview dat Nicoletti twee schoten had gelost vanuit het Dal-Tex gebouw en dat hij het derde, frontale, schot zelf zou hebben afgevuurd. Aan dat schot zou de president zijn overleden.
Volgens Files werd Kennedy vermoord, omdat diens broer hard optrad tegen de maffia. Files stelde dat, als Kennedy zou komen te overlijden, de minister van Justitie zijn heksenjacht op de georganiseerde misdaad zou staken.

## Twijfels bij de geloofwaardigheid
Omdat Files zijn relaas op meerdere punten enige keren wijzigde, werd zijn verhaal erg bekritiseerd. Meerdere Kennedy-onderzoekers betwijfelen de echtheid van het verhaal. Vincent Bugliosi, die meende dat de president werd vermoord door alleen Lee Harvey Oswald, zette als eerste vraagtekens bij het verhaal in zijn boek Reclaiming History. Volgens John C. MacAdams zou Files zijn verhaal meerdere keren gewijzigd hebben en dat zou de geloofwaardigheid van het relaas aangetast hebben. David Letterman tekende een aantal punten op uit het verhaal, die niet zouden kloppen.